# Лапшинское сельское поселение (Костромская область)
Лапши́нское се́льское поселе́ние — муниципальное образование в Вохомском районе Костромской области.
Административный центр — село Лапшино.

## История
Лапшинское сельское поселение образовано 30 декабря 2004 года в соответствии с Законом Костромской области № 237-ЗКО, установлены статус и границы муниципального образования.
22 июня 2010 года в соответствии с Законом Костромской области № 626-4-ЗКО с Воробьёвицким сельским поселением объединено упразднённое Маручатское сельское поселение.

## Население
| 2008 | 2010 | 2012 | 2013 | 2014 | 2015 | 2016 |
| ---- | ---- | ---- | ---- | ---- | ---- | ---- |
| 837  | ↘808 | ↘786 | ↘754 | ↘700 | ↘670 | ↘639 |
| 2017 | 2018 | 2019 | 2020 | 2021 |      |      |
| ↘590 | ↘581 | ↘560 | ↘540 | ↘411 |      |      |

## Состав сельского поселения
| №  | Населённый пункт | Тип населённого пункта       | Население |
| -- | ---------------- | ---------------------------- | --------- |
| 1  | Антоново         | деревня                      | ↘6        |
| 2  | Бабья            | деревня                      | ↘0        |
| 3  | Басалаево        | деревня                      | →0        |
| 4  | Богатыриха       | деревня                      | →17       |
| 5  | Большой Двор     | деревня                      | →0        |
| 6  | Выползово        | деревня                      | ↗5        |
| 7  | Громово          | деревня                      | ↘44       |
| 8  | Ерусалим         | деревня                      | ↘37       |
| 9  | Замардвинье      | деревня                      | →0        |
| 10 | Комарово         | деревня                      | →0        |
| 11 | Кузнецово        | деревня                      | ↗30       |
| 12 | Лапшино          | село, административный центр | ↘92       |
| 13 | Макарята         | деревня                      | ↘121      |
| 14 | Маручата         | деревня                      | ↘1        |
| 15 | Окинята          | деревня                      | ↘34       |
| 16 | Орловица         | деревня                      | ↘2        |
| 17 | Павлята          | деревня                      | ↘1        |
| 18 | Погорелка        | деревня                      | ↘29       |
| 19 | Покров           | село                         | ↘144      |
| 20 | Прохоров         | починок                      | ↗15       |
| 21 | Рай              | деревня                      | ↘67       |
| 22 | Сенюченки        | деревня                      | ↘19       |
| 23 | Сидорёнки        | деревня                      | →0        |
| 24 | Титово           | деревня                      | ↘51       |
| 25 | Томилово         | деревня                      | →0        |
| 26 | Языково          | деревня                      | →0        |
| 27 | Якушата          | деревня                      | →0        |

### Упразднённые населённые пункты
Постановлением Костромской областной думы от 28 января 2015 года № 2473 упразднены деревни Маринёнки и Петровская.